# Livo (Trentino-Alto Adige)
Livo (Liu o anche Lio in noneso, Lif in dialetto trentino) è un comune italiano di 771 abitanti della provincia autonoma di Trento.

## Storia

### Preistoria
La zona dell'odierno comune era abitata in tempi preistorici: due castellieri sono stati rinvenuti a Livo, uno sul Caslìr, l'altro sul Dos da Mul; un terzo castelliere era situato sul Dos Caslìr di Varollo. In tutti questi siti sono stati rinvenuti reperti archeologici di vario genere.

### Medioevo
Di Livo era originaria l'omonima famiglia dei Livo, che divenne una delle più importanti del Principato Vescovile di Trento nel XII secolo; la famiglia, di probabile origine longobarda o comunque germanica, ebbe varie ramificazioni (i Metz o Mezzo, i signori di castel Zoccolo, quelli di Altaguarda, quelli di Cis e forse altri).
Nel 1183 il feudo di Livo venne concesso, dal principe vescovo di Trento Salomone, ad Arnoldo e Anselmo dei Livo di Metz, del ramo poi detto "di Metz" o "da Mezzo"; più avanti, assumendo il nome di Kronmetz, essi divennero vassalli dei conti del Tirolo. Livo era sede di una gastaldia, che aveva giurisdizione anche sugli abitati di Revò, Romallo e Cagnò.
La storia di Livo presenta pochi eventi di rilievo; con tutta l'area del Mezzalone, il paese venne coinvolto marginalmente nella guerra rustica, rimanendo in genere fedele al Principe Vescovo.

### Epoca contemporanea
L'11 dicembre 1880 il centro abitato di Livo fu colpito da un violento incendio. Tale avvenimento è ricordato su una lastra marmorea alla base del crocefisso ligneo posto sull'angolo ovest della piazza antistante alla chiesa di San Martino.

### Cambiamenti territoriali
Con la fine del Principato Vescovile, Livo, assieme con vari altri centri abitati, venne incluso in un comune facente capo a Preghena; nel 1817, con le frazioni di Varollo e Scanna, tornò comune autonomo. Nel 1928 al comune di Livo vennero aggregati Bresimo, Cis e Preghena; i primi due tornarono indipendenti nel 1948, portando all'attuale conformazione comunale.

### Simboli
Lo stemma e il gonfalone sono stati approvati con D.G.P. del 14 aprile 1988.
Stemma
Gonfalone

## Monumenti e luoghi d'interesse

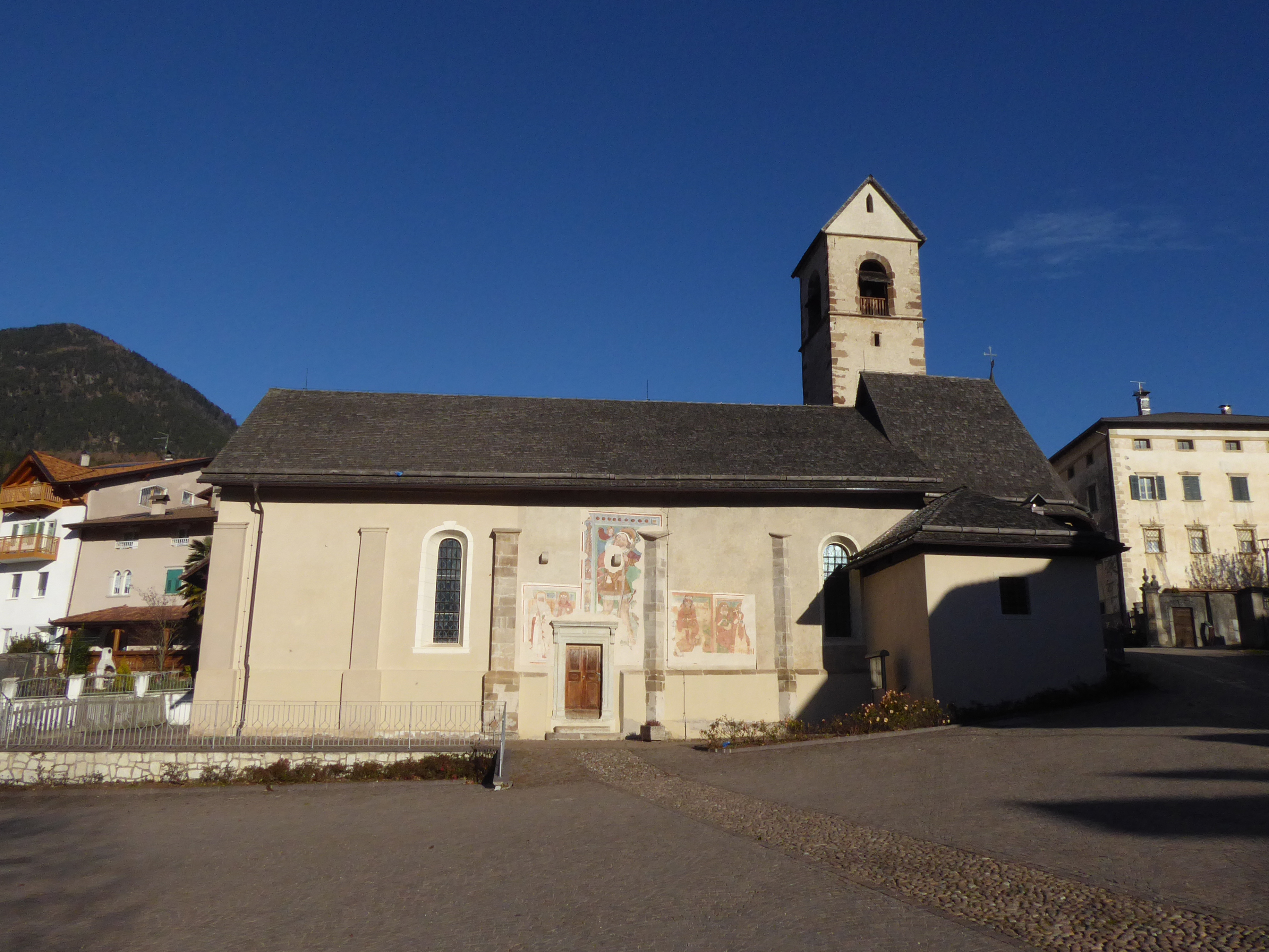
La chiesa di San Martino di Livo

### Architetture religiose
- Chiesa della Natività di Maria a Varollo.
- Chiesa di Sant'Antonio a Preghena.
- Chiesa dell'Immacolata a Scanna.
- Chiesa di San Martino a Livo, documentata nel 1209, ampliata nella seconda metà del XVII secolo.[10][11]

### Architetture civili
- Palazzo Aliprandini Laifenthurn, di origine medioevale
- Palazzo de Stanchina, testimoniato a partire dal XII secolo viene detto anche Castello di Sopra San Martino vista la sua posizione rispetto all'edificio religioso

### Architetture militari
- Castel Zoccolo, menzionato per la prima volta nel 1233 come castro Zochulli plebis Livi, sorge su una collina ad ovest del borgo di Livo. Dell'edificio originale rimangono ormai poche tracce inglobate in un edificio rurale in stato di abbandono.

## Società

### Evoluzione demografica
Abitanti censiti

### Ripartizione linguistica
Nel censimento del 2001, 172 abitanti del comune si sono dichiarati "ladini".

## Geografia antropica
Il comune di Livo è formato da quattro centri abitati distinti: Preghena a nord, Varollo e Scanna a sud, e Livo, sede dell'amministrazione comunale, nella parte centrale del territorio. I quattro borghi sorgono sull'altipiano del "Mezalón", delimitato dai torrenti Pescara e Barnes, nella parte settentrionale della Val di Non, poco distante dal punto in cui il torrente Noce, proveniente dalla Val di Sole, si getta nel lago di Santa Giustina.

## Amministrazione
| Periodo          | Periodo          | Primo cittadino     | Partito      | Carica      | Note   |
| ---------------- | ---------------- | ------------------- | ------------ | ----------- | ------ |
| 9 maggio 2005    | 16 maggio 2010   | Franco Carotta      | Lista civica | Sindaco     |        |
| 17 maggio 2010   | 10 aprile 2014   | Franco Carotta      | Lista civica | Sindaco     | [ 15 ] |
| 11 aprile 2014   | 16 novembre 2014 | Walter Iori         |              | Comm. pref. | [ 16 ] |
| 17 novembre 2014 | in carica        | Ferruccio Zanotelli | Lista civica | Sindaco     |        |